# Lunella moniliformis
Lunella moniliformis là một loài ốc biển thuộc họ Turbinidae.  
Loài này đôi khi được xem là đồng nghĩa của Lunella granulata Gmelin, JF, 1791

## Mô tả
Chiều dài của vỏ loài này thay đổi trong khoảng từ 20 mm đến 25 mm.

## Phân bổ
Loài ôc biển này phân bố ngoài khơi Việt Nam .